# 1127年
| 千纪： | 2千纪 |
| 世纪： | 11世纪 \| 12世纪 \| 13世纪 |
| 年代： | 1090年代 \| 1100年代 \| 1110年代 \| 1120年代 \| 1130年代 \| 1140年代 \| 1150年代                                                           |
| 年份： | 1122年 \| 1123年 \| 1124年 \| 1125年 \| 1126年 \| 1127年 \| 1128年 \| 1129年 \| 1130年 \| 1131年 \| 1132年                                 |
| 纪年： | 丁未年（羊年）；北宋靖康二年；西夏元德九年，正德元年；金天會五年；西辽延慶四年；南宋建炎元年；大理嘉永六年；越南天符慶壽元年；日本大治二年 |

## 大事记
- 1月9日（阴历宋钦宗靖康元年闰十一月丙辰日）——金国攻陷了宋朝首都汴梁，俘虜宋朝皇帝宋欽宗和太上皇宋徽宗，史稱靖康之變。
- 1月15日（阴历宋钦宗靖康元年十二月初一壬戌日）——宋康王赵构開河北兵馬大元帥府。赵构為河北兵馬大元帥，陳亨伯為元帥，汪伯彥、宗澤為副元帥。
- 1月16日（阴历宋钦宗靖康元年十二月癸亥日）——宋钦宗赵桓正式投降金国，成为俘虏。
- 2月28日（阴历宋钦宗靖康二年正月丙午日）——宋河東宣撫使劉韐死节，其部下岳飞成为宋京城留守宗澤的部将。
- 3月20日（阴历金太宗天会五年二月丙寅日）——金太宗下詔廢宋徽宗、宋欽宗二帝為庶人，俘二帝北上，北宋滅亡。（靖康之變）
- 4月20日（阴历金太宗天会五年三月丁酉日）——金太宗下詔立宋太宰張邦昌為“大楚”皇帝，不到32天便主動去除帝號，投奔南宋。
- 6月12日（阴历金太宗天会五年五月初一庚寅日）——宋康王赵構即位於南京应天府（今河南省商丘市），改元建炎，建立南宋。
- 宋高宗擢李綱為右相，但李綱將奏逐黃潛善及汪伯彥，右丞呂好問止之。未幾，黃潛善拜右僕射兼中書侍郎，與汪伯彥貶逐李綱，太學生陳東上書乞留李綱，而罷黃潛善、汪伯彥等人，歐陽澈亦上書指責宋高宗「宮禁寵樂」，黃潛善讒於宋高宗，陳東、歐陽澈同斬於應天府（今河南商丘）
- 七月，史斌在興州（今陕西省略阳县）反宋，向子宠弃城而逃，史斌称帝。
- 秋，王彦率军与金军战于新乡。所部面刺赤心报国，誓杀金贼，因名八字军。
- 中条山梁兴建忠义社组织农民抗金。
- 泽潞一带红巾军抗金。
- 蒙古草原上的孛兒只斤部落酋長合不勒脫離遼國自立，被各族推舉為蒙古部長。

- 中东
  - 教宗批准圣殿骑士团
  - 鲍德温二世围攻大马士革未果
  - 伊馬德丁·贊吉被大塞爾柱帝國的馬哈茂德二世封為摩蘇爾總督。

## 出生
- 7月23日 - 元懿太子赵旉，南宋皇太子（逝世于1129年，2岁）
- 10月18日 - 後白河天皇，日本第77位天皇（逝世于1192年，65岁）
- 11月27日 - 宋孝宗趙昚，宋朝第11位皇帝，南宋第2位皇帝（逝世于1194年，67岁）
- 日期不详 - 杨万里，南宋诗人（逝世于1206年，79岁）

## 逝世
- 仁怀皇后，宋钦宗赵桓的皇后。
- 11月1日 - 張邦昌，北宋末大臣，靖康之變後曾被金國封為32天的大楚皇帝（生于1081年，46岁）
- 陳東，宋朝政治人物。
- 歐陽澈，宋朝政治人物。